# نورثروب غرومان للأنظمة الإلكترونية
شركة نورثروب غرومان للأنظمة الإلكترونية (بالإنجليزية: Northrop Grumman Electronic Systems) تم إنشائها من قبل شركة نورثروب غرومان بعد أن أستحوذت عليها من مجموعة ويستينغهاوس للأنظمة الإلكترونية في عام 1996. ويعتبر قطاع الأنظمة الإلكترونية شركة مصممة ورائدة ومطورة، تصنع مجموعة واسعة من الإلكترونيات المتقدمة ونظم الدفاع. ولديها 120 موقعا في جميع أنحاء العالم، بما في ذلك 72 مكتبا دوليا، وحوالي 24،000 موظف. وتعتبر أكبر وحدة أعمال في شركة نورثروب غرومان وهي تمثل 20٪ من مبيعات الشركة الأم في عام 2005،.